# Pëtr Leont'evič Antonov
Pëtr Leont'evič Antonov, in russo Петр Леонтьевич Антонов? (Nikolaev, 1859 – Odessa, 1º luglio 1916), è stato un rivoluzionario russo, militante di Narodnaja Volja.

## Biografia
Suo nonno era un servo della gleba che servì la flotta del Mar Nero per 25 anni. Anche il padre fu arruolato in marina e, finita la guerra di Crimea, fu assegnato allo Stato Maggiore in qualità di rilegatore. In questo periodo, nel 1859, nacque Pëtr che, quando seppe leggere, ebbe accesso a quel grande deposito di libri: le Vite parallele di Plutarco gli fecero allora una grande impressione.
La sua famiglia era numerosa e lui molto religioso. La sua fede ebbe un duro colpo quando, malgrado le sue preghiere, una sorellina morì, e svanì del tutto quando più tardi si rese conto della diffusa corruzione del clero. Il comportamento paterno, grossolano e tirannico, ebbe l'effetto di provocare in lui l'odio verso ogni tipo di oppressione.
Fece i primi studi in un collegio di Nikolaev dove i maestri istillavano disciplina e istruzione a forza di schiaffi e pugni, poi nel 1873 entrò nell'Istituto professionale gestito dal Dipartimento militare, diplomandosi operaio meccanico nel 1876 con buoni voti. Egli iniziò da allora una pacifica propaganda tra gli operai, basata sul Vangelo, dei valori di eguaglianza e di fraternità.
Assunto nel 1878 dalla fabbrica Westberg di Char'kov, si trovò ad affrontare i concreti problemi del mondo del lavoro ed entrò in un gruppo illegale organizzato da Elizaveta Koval'skaja. Nel 1879, dopo il processo e l'esecuzione a Nikolaev di Logovenko e Vittenberg, che avevano progettato un attentato allo zar Alessandro II, Antonov si fece un convinto sostenitore della lotta terroristica contro il dispotismo zarista.
Nel 1880 lavorò nelle officine ferroviarie di Poltava, dove conobbe Michail Gvozdev, già coinvolto nel «processo dei 193», ed entrò in Narodnaja Volja, che gli affidò incarichi di propaganda e agitazione. A questo scopo, nel 1882 s'impiegò come fabbro nella grande tenuta della granduchessa Ekaterina Michajlovna a Karlovka, nella Gubernija di Poltava. Fu ancora propagandista a Poltava con Berdičevskij, poi a Ljubotin, vicino Char'kov, con Nemolovskij, a Rostov, a Lugansk, a Char'kov, dove con altri compagni, per finanziare le attività del partito, fece due tentativi di svaligiare un ufficio postale: nel secondo, il 5 novembre 1883, morì Berdičevskij.
Il 20 gennaio 1884, a Char'kov, uccise con Pëtr El'ko una spia della polizia e in primavera si stabilì a Saratov, organizzandovi una tipografia clandestina nella quale fu stampato il decimo numero di «Narodnaja Volja», e con Boris Oržich progettò un attentato, non compiuto, contro il ministro Tolstoj. Dall'autunno del 1884 visse a Rostov. Due tentativi di rapinare gli uffici postali di Voronež, nel quale fu ucciso un impiegato, e di Mariupol' fallirono e nel mese di aprile del 1885 Antonov, sempre sotto falso nome, si stabilì nuovamente a Char'kov.
Qui visse con Saul Lisjanskij e continuò a occuparsi della tipografia. Denunciato dal traditore El'ko, che si spacciava per suo amico, il 14 maggio fu arrestato per strada, mentre Lisjanskij, sorpreso in casa dalla polizia, fu catturato dopo aver ucciso un poliziotto. Trasferito a Pietroburgo, il 23 maggio Antonov fu rinchiuso nella fortezza Pietro e Paolo, dove il 18 giugno fu messo a confronto con El'ko, che cercò invano di convincerlo a tradire a sua volta. Il 29 giugno Antonov cercò di suicidarsi tagliandosi le vene, ma fu salvato.
Il processo si tenne dall'8 al 16 giugno 1887. Antonov fu imputato di appartenenza a organizzazione rivoluzionaria, degli omicidi di un confidente della polizia e di un impiegato postale, di rapina, di creazione di una tipografia illegale, di detenzione d'armi e di esplosivi, e di falsificazione di documenti. Riconosciuto colpevole, fu condannato a morte, ma la pena fu commutata il 27 giugno nel carcere a vita, da scontare nella fortezza di Šlissel'burg.
Nel 1896, anno dell'incoronazione del nuovo zar Nicola II, nella fortezza fu autorizzata la costruzione di un'officina meccanica e di una fucina. Antonov vi costruì ogni sorta di utensili, compreso un armadio in ferro per il direttore del carcere, dividendo il compenso con i compagni di prigionia. Nell'ottobre del 1905, a seguito della Rivoluzione, godette dell'amnistia e, sotto sorveglianza, il 18 dicembre poté stabilirsi in casa della madre a Nikolaev.
Fu nuovamente arrestato nell'aprile del 1906, in quanto sospettato di condurre un'attività di agitazione contro il regime, e rischiò la deportazione in Siberia. Fu tuttavia liberato alla fine di maggio e in settembre si sposò. A Nikolaev visse del suo lavoro di operaio meccanico e, successivamente, con un socio e diversi dipendenti avviò un'impresa di coltivazione e commercio di ortaggi. Gli affari andarono male e Antonov visse gli ultimi anni in estrema povertà. Morì a Odessa di un cancro all'esofago il 1º luglio 1916.